# Wybrand de Geest

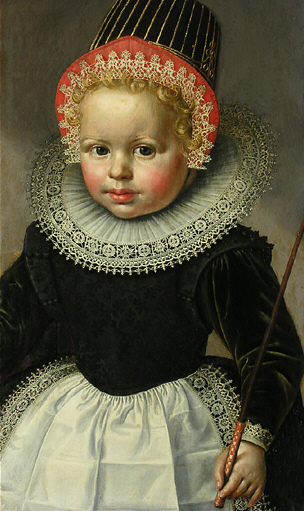
Portrait d'une enfant, huile sur bois, 56 cm × 34 cm.

Wybrand Simonsz. de Geest (Leeuwarden, 16 août 1592 – id., vers 1661) est un peintre néerlandais (Provinces-unies) du siècle d'or, spécialisé dans le portrait.

## Biographie
Wybrand de Geest fit tout d’abord son apprentissage auprès de son père Simon Juckesz. de Geest, qui était peintre verrier ; sa mère, Wyts Wybrantsdr. avait été religieuse. Par la suite, il fut l’élève d’Abraham Bloemaert à Utrecht. De 1614 à 1618, il séjourna en France et en Italie. En 1616, à Aix-en-Provence, il rencontra le peintre de Delft Leonard Bramer, qui lui dédiera un poème. Durant son séjour à Rome, il fut membre des Bentvueghels, qui lui donnèrent le surnom de De Friesche Adelaar (« l’Aigle frison »).
De retour à Leeuwarden, il reçut notamment des commandes de la cour des stathouders de Frise ; ainsi réalisa-t-il des portraits d'Ernest-Casimir de Nassau-Dietz, Guillaume-Frédéric de Nassau-Dietz et Henri-Casimir I de Nassau-Dietz.
De Geest se maria en 1622 avec Hendrickje van Uylenburgh, une cousine éloignée de Saskia van Uylenburgh, la femme de Rembrandt. En 1634, juste avant son mariage, De Geest reçut la visite de ce dernier. En 1636, De Geest accueillit un autre visiteur de marque, Charles Ogier, qui était le secrétaire du cardinal de Richelieu : il se trouvait que De Geest parlait français et possédait une collection de deniers et de curiosités. Dans le Leeuwarden du XVIIe siècle, où le protestantisme était omniprésent, De Geest adopta une position exceptionnelle en restant fidèle au catholicisme romain.
De Geest exerça une influence sur le style de Jacob Adriaensz. Backer, grand concurrent de Rembrandt. Il eut pour élèves Jan Jansz. de Stomme (Franeker, 1615 - Groningue, 1657), un peintre muet, et Jacob Potma (Workum 1610 - 1694), sur lequel on connaît peu de choses. Ses deux fils, Julius et Frank, furent également peintres. Quant à son petit-fils, qui se prénommait lui aussi Wybrand (ca. 1667-1716), il fut actif dans de nombreux domaines : notamment acteur de théâtre, auteur de farces. Il publia un ouvrage portant le titre Het Kabinet der Statuen, accompagné d'un « guide exact » sur les statues dans la Ville Éternelle.
|  |  |  |  |

|  |  |  |  |

|  |